# Lotte Kopecky
Lotte Kopecky (Rumst, 10 novembre 1995) è una ciclista su strada e pistard belga che corre per il Team SD Worx. Attiva tra le Elite dal 2014, ha vinto due titoli mondiali su strada (2023 e 2024), sei titoli mondiali su pista (due nell'americana, nell'eliminazione e nella corsa a punti), due Giri delle Fiandre, due Strade Bianche, una tappa al Giro d'Italia e una tappa al Tour de France.

## Palmarès

### Strada
- 2012 (Juniores)

Campionati belgi, Prova a cronometro Juniores
- 2016 (Lotto Soudal Ladies, una vittoria)

Trofee Maarten Wynants
- 2017 (Lotto Soudal Ladies, una vittoria)

Campionati belgi, Prova a cronometro Under-23
- 2018 (Lotto Soudal Ladies, una vittoria)

1ª tappa Giro del Belgio (Moorslede > Dadizele)
- 2019 (Lotto Soudal Ladies, tre vittorie)

Vuelta a la Comunitat Valenciana
Campionati belgi, Prova a cronometro
MerXem Classic
- 2020 (Lotto Soudal Ladies, tre vittorie)

Campionati belgi, Prova a cronometro
7ª tappa Giro d'Italia (Nola > Maddaloni)
Campionati belgi, Prova in linea
- 2021 (Liv Racing, otto vittorie)

Le Samyn
4ª tappa Thüringen Tour (Dörtendorf > Dörtendorf)
Campionati belgi, Prova a cronometro
Campionati belgi, Prova in linea
3ª tappa Giro del Belgio (Geraardsbergen > Geraardsbergen)
Classifica generale Giro del Belgio
4ª tappa Madrid Challenge by La Vuelta (As Pontes de García Rodríguez > Santiago di Compostela)
1ª tappa Trophée des Grimpeuses Vresse-sur-Semois (Vresse-sur-Semois > Bièvre)
- 2022 (Team SD Worx, quattro vittorie)

Strade Bianche
Giro delle Fiandre
1ª tappa Vuelta a Burgos (Pedrosa del Príncipe > Aranda de Duero)
Campionati belgi, Prova a cronometro
- 2023 (Team SD Worx, quattordici vittorie)

Omloop Het Nieuwsblad
Nokere Koerse
Giro delle Fiandre
Veenendaal-Veenendaal Classic
6ª tappa Thüringen Tour (Mühlhausen > Mühlhausen)
Classifica generale Thüringen Tour
Dwars door het Hageland
Campionati belgi, Prova a cronometro
Campionati belgi, Prova in linea
1ª tappa Tour de France (Clermont-Ferrand > Clermont-Ferrand)
Campionati del mondo, Prova in linea
2ª tappa Holland Ladies Tour (Leuven, cronometro)
4ª tappa Holland Ladies Tour (Valkenburg > Valkenburg)
Classifica generale Holland Ladies Tour
- 2024 (Team SD Worx - Protime, sedici vittorie)

3ª tappa UAE Tour (Al Ain Police Museum > Jebel Hafeet)
Classifica generale UAE Tour
Strade Bianche
Nokere Koerse
Parigi-Roubaix
1ª tappa Tour of Britain Women (Welshpool > Llandudno)
2ª tappa Tour of Britain Women (Wrexham > Wrexham)
Classifica generale Tour of Britain Women
Campionati belgi, Prova a cronometro
Campionati belgi, Prova in linea
5ª tappa Giro d'Italia (Frontone > Foligno)
Classifica generale Giro di Romandia
Campionati europei, Prova a cronometro
Campionati del mondo, Prova in linea
6ª tappa Holland Ladies Tour (Arnhem > Arnhem)
Classifica generale Holland Ladies Tour
- 2025 (Team SD Worx - Protime, una vittoria)

Giro delle Fiandre

#### Altri successi
- 2016 (Lotto Soudal Ladies)

Classifica giovani Giro del Belgio
- 2018 (Lotto Soudal Ladies)

Classifica a punti Giro del Belgio
- 2021 (Liv Racing)

Classifica a punti Thüringen Tour
Classifica a punti Giro del Belgio
Classifica a punti Madrid Challenge by La Vuelta
- 2022 (Team SD Worx)

Classifica a punti Vuelta a Burgos
- 2023 (Team SD Worx)

1ª tappa Thüringen Tour (Schleiz > Schleiz, cronosquadre)
Classifica a punti Thüringen Tour
Classifica a punti Tour de France
Schaal Sels Merksem
- 2024 (Team SD Worx - Protime)

Classifica a punti Tour of Britain Women
Classifica a punti Giro d'Italia
Oetingen
Classifica scalatori Tour de Romandie Féminin

### Pista
- 2013

Campionati belgi, Inseguimento individuale
- 2014

Tre giorni di Aigle, Inseguimento individuale
Tre giorni di Aigle, Scratch
Campionati belgi, Inseguimento individuale
- 2015

Tre giorni di Aigle, Inseguimento individuale
- 2016

Campionati belgi, Omnium
Campionati europei Juniores e U23, Corsa a punti
Campionati europei Juniores e U23, Omnium
Campionati europei, Americana (con Jolien D'Hoore)
Campionati belgi, Inseguimento individuale
Campionati belgi, Scratch
Campionati belgi, Corsa a punti
- 2017

Campionati belgi, Omnium
3ª prova Coppa del mondo 2016-2017, Omnium (Cali)
Belgian Track Meeting, Americana (con Jolien D'Hoore)
Campionati del mondo, Americana (con Jolien D'Hoore)
2ª prova Coppa del mondo 2017-2018, Corsa a punti (Pruszków)
2ª prova Coppa del mondo 2017-2018, Americana (Pruszków, con Jolien D'Hoore)
Campionati belgi, Inseguimento individuale
Campionati belgi, Scratch
- 2018

Belgian Track Meeting, Americana (con Jolien D'Hoore)
Belgian Track Meeting, Omnium
Quattro giorni di Ginevra (con Jolien D'Hoore)
Campionati belgi, Omnium
Campionati belgi, Corsa a punti
- 2019

5ª prova Coppa del mondo 2018-2019, Americana (Cambridge, con Jolien D'Hoore)
Belgian Track Meeting, Americana (con Jolien D'Hoore)
- 2020

Tre giorni di Aigle, Americana (con Jolien D'Hoore)
- 2021

Fenioux Piste International, Americana (con Jolien D'Hoore)
Fenioux Piste International, Omnium
Campionati del mondo, Corsa a punti
- 2022

Campionati europei, Corsa a eliminazione
Campionati europei, Corsa a punti
Tre giorni di Aigle, Corsa a punti
Campionati del mondo, Corsa a eliminazione
Campionati del mondo, Americana (con Shari Bossuyt)
- 2023

Campionati belgi, Inseguimento individuale
Campionati belgi, Corsa a punti
Campionati belgi, Omnium
Campionati belgi, Corsa a eliminazione
Campionati belgi, Scratch
Campionati europei, Corsa a eliminazione
3ª prova Coppa delle Nazioni, Americana (Milton, con Shari Bossuyt)
Campionati del mondo, Corsa a eliminazione
Campionati del mondo, Corsa a punti
Sei giorni di Gent, Corsa a punti
Sei giorni di Gent, eliminazione
- 2024

Campionati europei, Corsa a eliminazione
Campionati europei, Corsa a punti
Belgian Track Meeting, Omnium
Six Days Gent, Corsa a punti
Six Days Gent, Corsa a eliminazione

## Piazzamenti

### Grandi Giri
- Giro d'Italia

2019: 86ª
2020: ritirata (8ª tappa)
2022: 42ª
2024: 2ª
- Tour de France

2022: 38ª
2023: 2ª

### Competizioni mondiali

#### Strada
- Campionati del mondo su strada

Limburgo 2012 - Cronometro Juniores: 11ª
Limburgo 2012 - In linea Juniores: 49ª
Toscana 2013 - Cronometro Juniores: 26ª
Toscana 2013 - In linea Juniores: 29ª
Ponferrada 2014 - Cronosquadre: 13ª
Doha 2016 - In linea Elite: 75ª
Fiandre 2021 - Staffetta mista: 7ª
Fiandre 2021 - In linea Elite: 16ª
Wollongong 2022 - Cronometro Elite: 9ª
Wollongong 2022 - In linea Elite: 2ª
Glasgow 2023 - In linea Elite: vincitrice
Zurigo 2024 - Cronometro Elite: 5ª
Zurigo 2024 - In linea Elite: vincitrice
- World Tour

2016: 90ª
2017: 51ª
2018: 91ª
2019: 17ª
2020: 5ª
2021: 16ª
- Giochi olimpici

Rio de Janeiro 2016 - In linea: 45ª
Rio de Janeiro 2016 - Cronometro: 21ª
Tokyo 2020 - In linea: 4ª
Parigi 2024 - Cronometro: 6ª
Parigi 2024 - In linea: 3ª

#### Pista
- Campionati del mondo su pista

Minsk 2013 - Inseguimento a squadre: 9ª
Minsk 2013 - Corsa a punti: 11ª
Cali 2014 - Inseguimento a squadre: 10ª
Cali 2014 - Inseguimento individuale: 13ª
St-Quentin-en-Yv. 2015 - Inseguimento indiv.: 14ª
Londra 2016 - Inseguimento individuale: 9ª
Londra 2016 - Corsa a punti: 12ª
Hong Kong 2017 - Inseguimento a squadre: 10ª
Hong Kong 2017 - Corsa a punti: 4ª
Hong Kong 2017 - Americana: vincitrice
Hong Kong 2017 - Omnium: 6ª
Apeldoorn 2018 - Inseguimento a squadre: 12ª
Apeldoorn 2018 - Omnium: 7ª
Pruszków 2019 - Inseguimento a squadre: 8ª
Pruszków 2019 - Corsa a punti: 10ª
Pruszków 2019 - Americana: 7ª
Pruszków 2019 - Omnium: 19ª
Berlino 2020 - Inseguimento a squadre: 10ª
Berlino 2020 - Corsa a punti: 10ª
Berlino 2020 - Americana: 4ª
Roubaix 2021 - Omnium: 2ª
Roubaix 2021 - Corsa a eliminazione: 2ª
Roubaix 2021 - Corsa a punti: vincitrice
St-Quentin-en-Yv. 2022 - Corsa a eliminazione: vincitrice
St-Quentin-en-Yv. 2022 - Omnium: 6ª
St-Quentin-en-Yv. 2022 - Americana: vincitrice
St-Quentin-en-Yv. 2022 - Corsa a punti: 4ª
Glasgow 2023 - Corsa a eliminazione: vincitrice
Glasgow 2023 - Corsa a punti: vincitrice
Glasgow 2023 - Omnium: 3ª
Ballerup 2024 - Corsa a eliminazione: 2ª
Ballerup 2024 - Corsa a punti: 2ª
- Giochi olimpici

Tokyo 2020 - Omnium: ritirata
Tokyo 2020 - Americana: 10ª
Parigi 2024 - Omnium: 4ª

#### Gravel
- Campionati del mondo gravel

Belgio 2024 - Elite: 2ª

### Competizioni continentali
- Campionati europei su strada

Goes 2012 - In linea Juniores: 5ª
Olomouc 2013 - Cronometro Juniores: 7ª
Olomouc 2013 - In linea Juniores: 9ª
Tartu 2015 - Cronometro Under-23: 11ª
Tartu 2015 - In linea Under-23: 22ª
Alkmaar 2019 - Staffetta mista: 4ª
Alkmaar 2019 - In linea Elite: 11ª
Plouay 2020 - In linea Elite: 7ª
Trento 2021 - In linea Elite: 14ª
Drenthe 2023 - Cronometro Elite: 5ª
Drenthe 2023 - In linea Elite: 3ª
Limburgo 2024 - Cronometro Elite: vincitrice
- Campionati europei su pista

Anadia 2013 - Inseg. individuale Juniores: vincitrice
Anadia 2013 - Corsa a punti Juniores: vincitrice
Anadia 2013 - Inseg. a squadre Juniores: 3ª
Anadia 2014 - Inseg. individuale Under-23: 3ª
Anadia 2014 - Corsa a punti Under-23: 6ª
Anadia 2014 - Omnium Under-23: 7ª
Baie-Mahault 2014 - Inseguimento individuale: 7ª
Atene 2015 - Inseg. individuale Under-23: 4ª
Atene 2015 - Corsa a punti Under-23: 6ª
Atene 2015 - Omnium Under-23: 7ª
Grenchen 2015 - Corsa a punti: 5ª
Montichiari 2016 - Inseg. individuale Under-23: 4ª
Montichiari 2016 - Corsa a punti Under-23: vincitrice
Montichiari 2016 - Omnium Under-23: vincitrice
St-Quentin-en-Yvelines 2016 - Inseguimento individuale: 6ª
St-Quentin-en-Yvelines 2016 - Americana: vincitrice
St-Quentin-en-Yvelines 2016 - Omnium: 3ª
Berlino 2017 - Inseguimento a squadre: 6ª
Berlino 2017 - Corsa a eliminazione: 4ª
Glasgow 2018 - Inseguimento a squadre: 6ª
Glasgow 2018 - Corsa a punti: 6ª
Glasgow 2018 - Americana: 6ª
Glasgow 2018 - Omnium: 8ª
Apeldoorn 2019 - Inseguimento a squadre: 5ª
Apeldoorn 2019 - Americana: 7ª
Apeldoorn 2019 - Omnium: 10ª
Monaco di Baviera 2022 - Corsa a eliminazione: vincitrice
Monaco di Baviera 2022 - Corsa a punti: vincitrice
Monaco di Baviera 2022 - Omnium: 7ª
Grenchen 2023 - Americana: 4ª
Grenchen 2023 - Omnium: 3ª
Grenchen 2023 - Corsa a eliminazione: vincitrice
Apeldoorn 2024 - Corsa a eliminazione: vincitrice
Apeldoorn 2024 - Corsa a punti: vincitrice
Apeldoorn 2024 - Americana: 2ª
Apeldoorn 2024 - Inseguimento a squadre: 5ª
Apeldoorn 2024 - Omnium: 7ª